# Октябрська сільська рада (Логойський район)
Октя́брська сільська рада — (біл. Акцябарскі сельсавет), адміністративно-територіальна одиниця в складі Логойського району розташована в Мінській області Білорусі. Адміністративний центр — Октябр.
Октябрська сільська рада розташована на межі центральної Білорусі, у північній частині Мінської області орієнтовне розташування — супутникові знимки [Архівовано 11 червня 2020 у Wayback Machine.], на північний схід від Логойська.
До складу сільради входять такі населені пункти:
- Борсуки
- Дрила 1
- Дрила 2
- Городище
- Карбановщина
- Лозовка
- Октябр
- Проходи
- Пущенка
- Росохи
- Сукневичі
- Уболоття
- Цинне
- Штанюки